# ビップとバップ
『ビップとバップ』（英: The Adventures of Bip & Bap）は、NHK教育テレビジョンのプチプチ・アニメの枠で放送されている、1話5分の日本のCGアニメ。2018年現在、4話が制作されている。
スピンオフ作品として『鬼警部アンパン』（英: ANPAN the chief of detectives）がある。

## 登場人物
ビップ（Bip）
本作の主人公の少年探偵。無邪気で能天気な性格だが、正義感に溢れている。
バップ（Bap）
ビップの相棒の緑のカエル。食べるのが大好き。
アンパン警部（ANPAN）
本作の警部。見た目は少し怖いが、本当は心優しい。アンパンが好物。スピンオフでは主人公を務める。
怪盗ピカロ
本作の敵キャラクターである謎の怪盗。バップと同体型の黄色と赤紫の2人の子分がいる。

## スタッフ
- アニメーション - 和田敏克
- 音楽 - 鴨宮諒
- 制作 - NHKエンタープライズ

## 各話リスト
| 話数           | サブタイトル             | 初回放送日     |
| ビップとバップ | ビップとバップ           | ビップとバップ |
| -------------- | ------------------------ | -------------- |
| 1              | 怪盗ピカロ登場           | 2001年4月2日   |
| 2              | ワルツの王様             | 2002年2月18日  |
| 3              | 大列車追跡               | 2003年12月1日  |
| 4              | 海底大作戦               | 2005年4月18日  |
| 鬼警部アンパン |                          |                |
| 1              | 鬼警部アンパン           | 2009年8月19日  |
| 2              | アンパン警部とくるみ割り | 2010年4月26日  |

## 補足
- 第4話『海底大作戦』において、他のプチプチ・アニメ作品から『ロボットパルタ』のパルタ、『ニャッキ!』のニャッキ、『ジャム・ザ・ハウスネイル』のジャムが、ビップの釣り竿に釣り上げられる形でカメオ出演している。